# Ochthodium
Ochthodium là chi thực vật có hoa trong họ Cải.